# Thư viện Quốc hội Nhật Bản

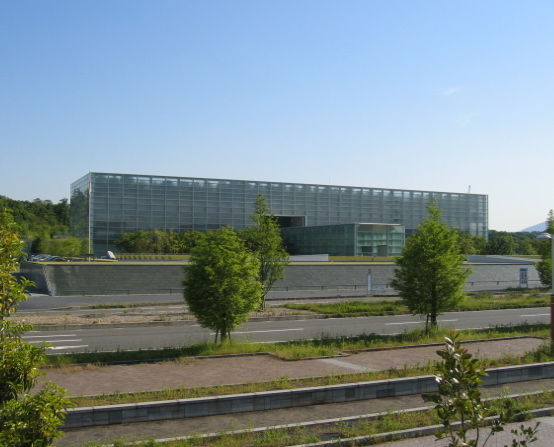
Kansai-kan của Thư viện Quốc hội

Thư viện Quốc hội Nhật Bản, National Diet Library (NDL) (国立国会図書館 Kokuritsu Kokkai Toshokan) là thư viện quốc gia của Nhật Bản và là một trong những thư viện lớn nhất thế giới. Nó được thành lập vào năm 1948 với mục đích hỗ trợ cho các thành viên của Quốc hội Nhật Bản (国会 Kokkai) trong việc nghiên cứu các vấn đề về chính sách công. Thư viện có mục đích và phạm vi tương tự như Thư viện Quốc hội Hoa Kỳ.
Thư viện Quốc hội (NDL) bao gồm hai cơ sở chính ở Tōkyō và Kyōtō, và một số thư viện chi nhánh khác trên khắp Nhật Bản.